# 無能の人
『無能の人』（むのうのひと）は、つげ義春による日本の漫画。『COMICばく』（日本文芸社）の1985年6月号より「石を売る」からのシリーズ連作で、「鳥師」「探石行」「カメラを売る」「蒸発」と続いた。
読切短編の多いつげ作品としては異例の連続シリーズとして知られるが、この作品を機につげは長い休筆期間に入る。主人公の助川は、つげ自身がモデルという指摘もある。1991年、竹中直人監督・主演で映画化された。

## 概要

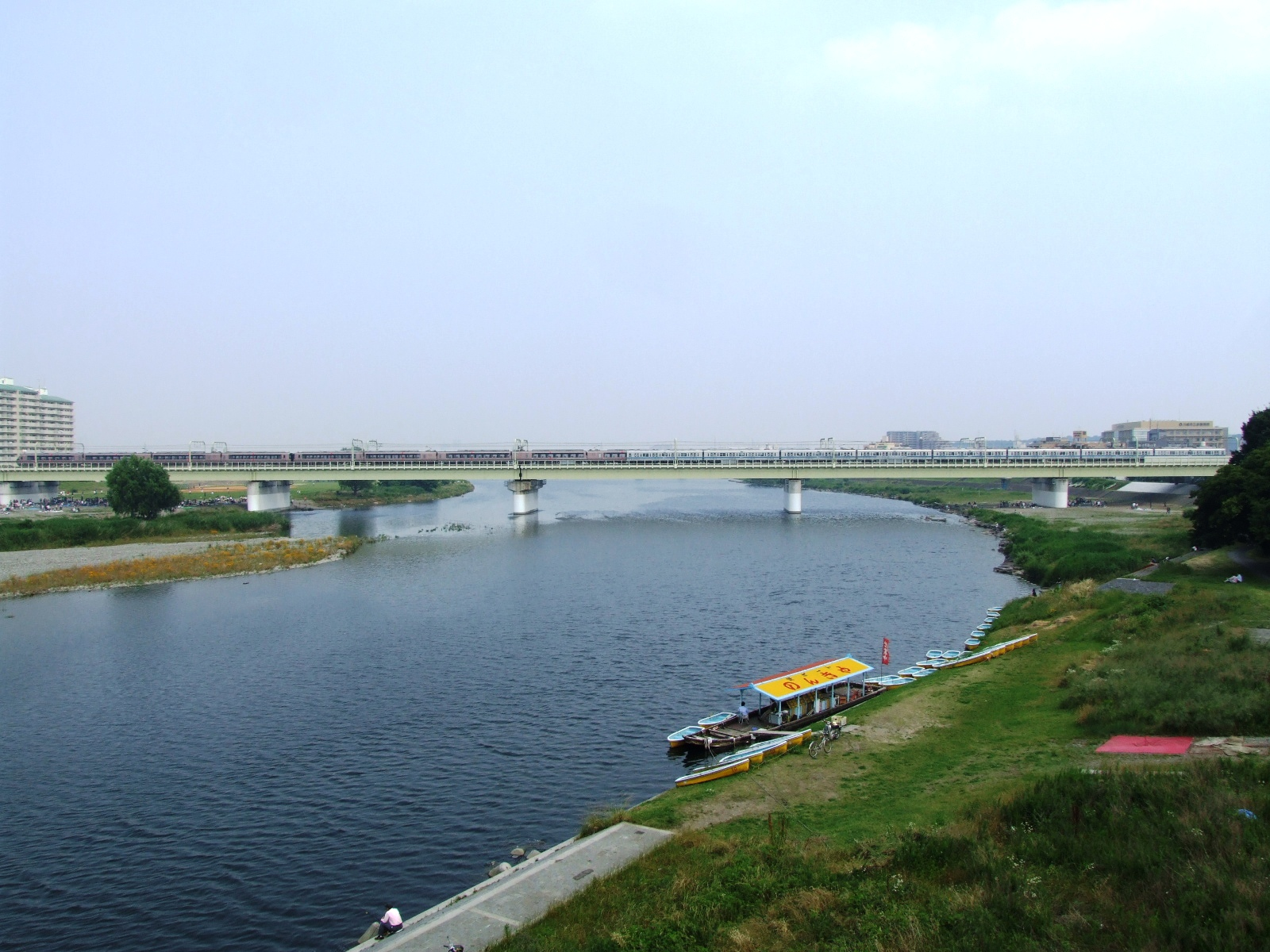
舞台は多摩川。

つげが石に興味をもち始めたのは『魚石』（1979年10月）を書いたころからで、その後、雑誌で「水石」という世界があることを知り、作品に描きたい気持ちを抱き始め多摩川へ行ってみると、ある人に出会ったことがきっかけとなり作品の構想が具体化した。自分自身が中年にさしかかったことで『散歩の日々』では中年を意識して描いたが、『石を売る』では構想の性格から『散歩の日々』の主人公のようなストイック人物像では不相応と考え、奇人変人的な一種の「無能の人」として描いた。作品中では特に強調してはいないものの非常に"自覚的"な人物として想定し、相当なインテリですべてを承知してやっており、とぼけているだけという人物設定とした。そのため、顔も"アホみたいな顔つき"（つげ自身の言葉）ではなく、知的な側面をも持ち合わせてる人物像として決定された。
作品は連作形式がとられているが、当初は連作になる予感はあったものの、はっきりとは決めずに描き始めた。描き始める前にはせいぜい2-3作しか書けないとつげ自身は考えたが、『COMICばく』を毎号描かねばならない状態に追い込まれ、締切りに追われる形でしっかりした構想もないままに描き始められた。後半では宗教や世捨ての問題なども絡みだすが、最初からその思惑があったわけではなく貧乏話中心に構想された。『石を売る』ではリアリティを持たせるために、できるだけ自分の生活範囲内からはみ出さぬよう注意が払われた。しかし、そのためストーリーが作りにくくなった。権藤晋はつげとの対談の中で、多摩川やつげが住む団地を背景としているため描きやすいのではと考えたが、つげはそれ以外の題材が取れず限定され、ネタを広げすぎることで虚構ぽくなりやすいため、構想の段階ではかえって描きづらかったと話している。このためあえて競輪場や多摩川の渡し船など実在するものをネタに使った。

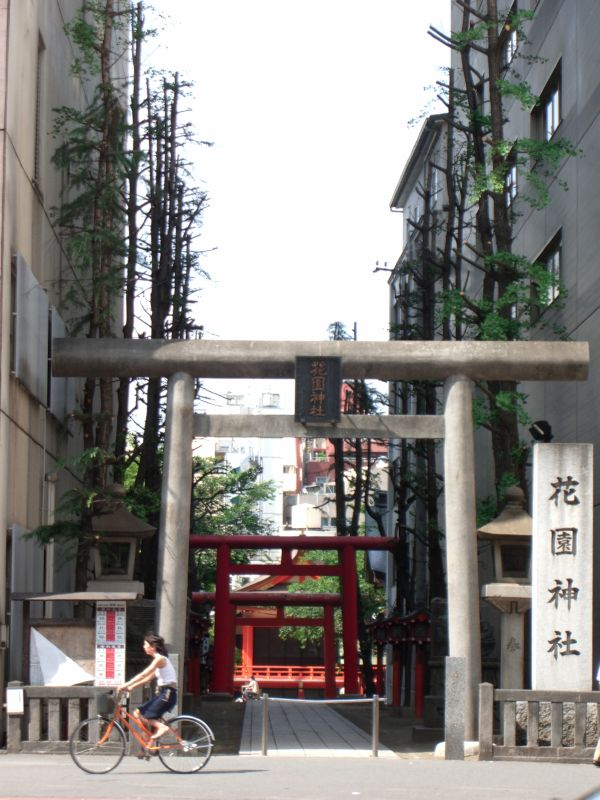
つげは愛石交換会には一度だけ見に行っているが、それは新宿の花園神社であった。作中ではラストシーンに鐘の音を使うため神社を寺に変えた。

『石を売る』の作中では主人公の妻の顔が描かれなかったが、3話くらいで終わらせるつもりでいたため描くつもりもなく、女の顔を決めるのが億劫なので描かなかっただけで深い意味はなく、妻の顔のイメージが湧かないままに描き始められた。つげは、1作目の『石を売る』を描きあげた満足感よりは、2作目の『無能の人』の方が完成度が高いと自己評価している。これは、元来自分自身が好きな世界であり、その2-3年前のノイローゼ時に古物商の免許を取得しており、骨董の世界への傾倒が強い時期だったことを理由としてあげている。画像はベタが多く、筆を多用し日本画風となり枯れた感じが増幅されているが、つげ自身は締め切りに追われたため筆で処理してしまい、悪く言えば描き飛ばしたと感じていた。『無能の人』では、古本屋の山井が初めて登場するが、次作に登場させることは構想になかった。ただ、山井のような人物を登場させておけば後々使えるという目論見はあった。作品は誇張的な作風を意図していたため、寝そべってばかりいる古本屋山井のキャラクターなど現実にはあり得ないと感じたが、あえて描いた。
その後、テーマは深まりを見せ「水石」にまつわる蘊蓄も登場し、ストーリー展開も劇的に変化するが、つげ自身もテーマだけを追うだけでは面白く読ませることができないため面白くなるよう工夫を凝らしたという。作中には代々木にある水石趣味の協会（美石狂会）が登場するが、すべてつげの空想であり、実際にはそういう場所に行ったことはない。会長の家がある路地裏のあばら家も創作である。後に竹中直人によって映画化される『無能の人』ではこのシーン（軽石が助川を追っかけるシーン）が代々木の裏町で撮影されたが、つげは代々木へは行ったことがなく町自体を知らなかった。つげは愛石交換会には一度だけ見に行っているが、それは新宿の花園神社であった。作中で神社を寺に変えたのは「ゴーン」という最後の鐘の音を描きたかったからである。最後のシーンは涙を誘うつもりで描いたが、事実、内田春菊は感涙にくれながら読んだという。

### 虫けらってどんな虫?
息子のつげ正助は、作中に三助が「父ちゃん、虫けらってどんな虫？」と問うシーンがあるが、実際には正助が「マムシってどんな虫?」と聞いたことがあって、それをアレンジして使っていることを暴露した。また、同作品中に母親が父の髪を切るシーンがあるが、これは柘植家では実際に節約のために行われていた。

## あらすじ
主人公の助川助三は、かつてはそれなりに名の知れた漫画家であった。だが近年は仕事も減り、たまに執筆の依頼が入っても、自ら「芸術漫画家」を自称しているプライドがあるため、断り続けている貧乏な日々を送っている。妻のモモ子からは漫画を描けと時になじられるが、助川は全く描こうとはしない。そこで助川は漫画以外の新たな道を模索するが…。

### 石を売る
助川は、中古カメラ業、古物商などの商売がことごとく失敗し、今は多摩川の川原で、拾った石を掘っ立て小屋に並べ、石を売る商売を始めた。美術品として愛好家に取引される石とは全く違う「川原の石」が売れるはずもなく、妻に愛想を尽かされ、罵倒されながらも諦めきれずに、今日も石を並べて思索にふける。助川には夢があった。10年ほど前まで鉄橋の下にあった渡し場を復活させることである。ついでに河原に店を出しジュースや甘酒、さらには好きな石を並べ多角経営しようと夢を語る助川に、妻は川渡し人足の方が似合いじゃないかと罵倒する。ある日、川渡しに使われている貸しボート屋のボートが転覆したのを見て、思い切って川渡し人足を一人100円で始めてみる。日が暮れ、一日の稼ぎを数えていると長男が河原に迎えに来る。長男は河原にそのままになっている石が盗られないか心配する。助川は、妻が｢父ちゃんは虫けらだ」と言っていたことを長男から聞かされる。

### 無能の人
古本業者の山井から、石の愛好家の専門誌を貰った助川は、石のオークションに自分の石を出品しようと主催者の「美石狂会」の石山とその妻のたつ子を訪問する。採石した石を抱え、オークションに参加する。結局石はひとつも売れず、家族で絶望する。

### 鳥師
知人の鳥屋のおやじは、インコなどの人気のある外来種を嫌い、飼育の難しい和鳥のみを扱っている。丹精こめて育てたメジロだが、今は昔と違い誰も見向きもされない。助川と同じく女房にも罵倒されながら、和鳥の愛好家が店に集まってきていた過去の栄光が忘れられない。そのおやじから助川は、昔店に鳥を売りに来ていた「鳥師」の話を聞く。

### 探石行
古本業者の山井に、思いがけなく助川の原画を欲しいと言う客があり、3万円の臨時収入を得る。助川は商売繁盛の目論見で採石と家族旅行を兼ねて、甲州に出かける。当初は妻も上機嫌だったが、ことがスムーズに運ばなくなると夫婦げんかの連続となる。なんとかたどり着いた鉱泉宿はムードもなく妻はさらに不機嫌に。宿前に虚無僧が現れ、助川は「虚無僧って儲かるのかな」とつぶやく。布団に入った妻が「これから私たちどうなるのかしら」と漏らす。どこからか虚無僧の吹く寂しげな尺八の音が…。

### カメラを売る
かつて、漫画に限界を感じた助川が、偶然立ち寄った骨董屋で見つけた壊れたカメラを修理したところ思わぬ高値で売る事ができた。これに味を占めた助川はたまに来る漫画の依頼もそっちのけで妻の不安をよそに中古カメラの販売を始める。

### 蒸発
いつも寝てばかりで無気力の古本屋「山井書店」（病をもじったものとの説あり）の山井から、彼の故郷の誇りだと言う井上井月（いのうえせいげつ）と言う隠れた俳人の全集を借りる。読み進んでいるうち、「乞食井月」と言われた俳人の一生と自分や山井の人生を重ねて行く。一般にあまり知られていなかった井月の半生や俳句を、詳しく紹介することになった漫画である。

## 評価

### 川本三郎
つげの隠者志向がさらにいちだんと際立ってきて、一種壮絶な哀しみを感じさせる。とりわけ、信州伊那谷で野垂れ死にした井上井月にモチーフを得た『蒸発』は読むものを粛然とさせる。（中略）いうまでもなくこれはもはや「私小説」ではない。「私小説のパロディ」である。つげ義春はだからフィクションとしてあえて貧乏を作り出さねばならない。『無能の人』で描かれる貧乏は正真正銘の貧乏というよりは、つげ義春によって夢見られ、作られたフィクションとしての貧乏である。だからどの作品にもどこか余裕が感じられるのだし、ユーモアも生まれてくる。にもかかわらず、つげ義春が世捨て人になりたいと思う隠者願望だけは作られたものではない。彼は現代では不可能だとは百も承知で世俗から降りてしまった世捨て人を夢見る。川辺は都市の中の見捨てられた場所だ。つげ義春は、世捨て人になりたいという気持ちと、いやそれはもう不可能だという気持ちとに引き裂かれている『無能の人』は、この両極の緊張のドラマである。（「川本三郎の注目したい表現者たち④隠者願望」『COMICばく』NO.14 1987年夏号 日本文芸社より要約）

### 吉本隆明
吉本は、新潮文庫版『無能の人・日の戯れ』の解説において、以下のように述べている。

## 映画
竹中直人の映画初監督作品。上記の原作がモチーフとなっているが、つげの他の作品「退屈な部屋」「日の戯れ」などが、助川夫妻の過去のエピソードとして使用されている。また予告編はおよそ、つげ作品とは思えない、「制作費××円」などのアメリカ大作映画のような大袈裟な演出がなされている。ナレーションは竹中本人によるもので、最後に「僕、無能ー!」と素っ頓狂に叫ぶのも特徴。映画内容は原作を忠実に再現することにこだわり、これにはつげ本人も相当驚いていた。
また、ゴンチチによるテーマ曲（インストゥルメンタル）は、竹中による詞が後付けされ、当時発売されたガイド本『無能の人のススメ』に掲載された。ビデオソフトの特典映像にはこの曲を竹中が歌うバージョンが収められている。

### 出演
- 助川助三：竹中直人
- 妻・モモ子：風吹ジュン
- 息子・三助：三東康太郎
- 石山たつ子：山口美也子
- 石山石雲：マルセ太郎
- 山川軽石：神戸浩
- 鳥男：神代辰巳
- 古本屋・暗原：大杉漣
- 編集者・佐藤：いとうせいこう
- 初老の警官：草薙幸二郎
- 散歩の紳士：須賀不二男
- 散歩の婦人：久我美子
- 田舎宿の老婆：野村昭子
- 暗原の妻：船場牡丹
- 高層ビルの浮浪者：原田芳雄
- サングラスの男：三浦友和
- 友情出演：青木富夫、荒井晴彦、泉谷しげる、井上陽水、岩松了、上田耕一、上野耕路、蛭子能収、大久保了、小口健二、河合美智子、清水ひとみ、周防正行、菅田俊、鈴木清順、芹明香、武内亨、つげ義春、内藤陳、根本敬、藤井尚之、藤原マキ、布施絵理、松田政男、本木雅弘、山田花子（漫画家）、ワハハ本舗
- エキストラ出演：田中要次（照明助手だった田中をカウンターの客の一人として起用している）

### スタッフ
- 監督：竹中直人
- 脚本：丸内敏治
- 助監督：松本泰生
- 撮影：佐々木原保志
- 編集：奥原好幸
- 音楽：ゴンチチ
- 録音：北村峰晴
- 照明：安河内央之
- 総合プロデューサー：奥山和由
- 製作：ケイエスエス、松竹第一興行
- 配給：松竹富士

### 受賞
- 第65回キネマ旬報ベスト・テン - 第4位
- 第34回ブルーリボン賞 - 主演男優賞
- 第48回ヴェネツィア国際映画祭 - 国際批評家連盟賞
- 第6回高崎映画祭
  - 若手監督グランプリ：竹中直人
- 第16回報知映画賞
  - 助演男優賞：神戸浩

### エピソード
- 原作者のつげ義春は、ロケ地の一つである多摩川へロケの終わった翌日に再度訪れるが、石屋のセットや小屋は跡形もなく、寒風に吹かれる河原の枯れた葦を眺めながら、祭りの過ぎ去った後の一人取り残された寂しさを味わったという（『つげ義春ワールド ゲンセンカン主人』（ワイズ出版））。

## テレビドラマ
1998年7月にテレビ東京の深夜ドラマ『つげ義春ワールド』において放送された。

### 出演（テレビドラマ）
- 三橋貴志
- さいとうさくら
- 水木薫
- 哀川翔
- 北見敏之

### スタッフ（テレビドラマ）
- 監督：望月六郎
- 脚本：高見亮子
- 撮影：今泉尚亮
- 音楽：遠藤浩二
- 美術：部谷京子
- プロデューサー：相原英雄、川崎隆
- 制作：プラネット
- 製作：丸紅、電通、プラネット